# Odano Naotake

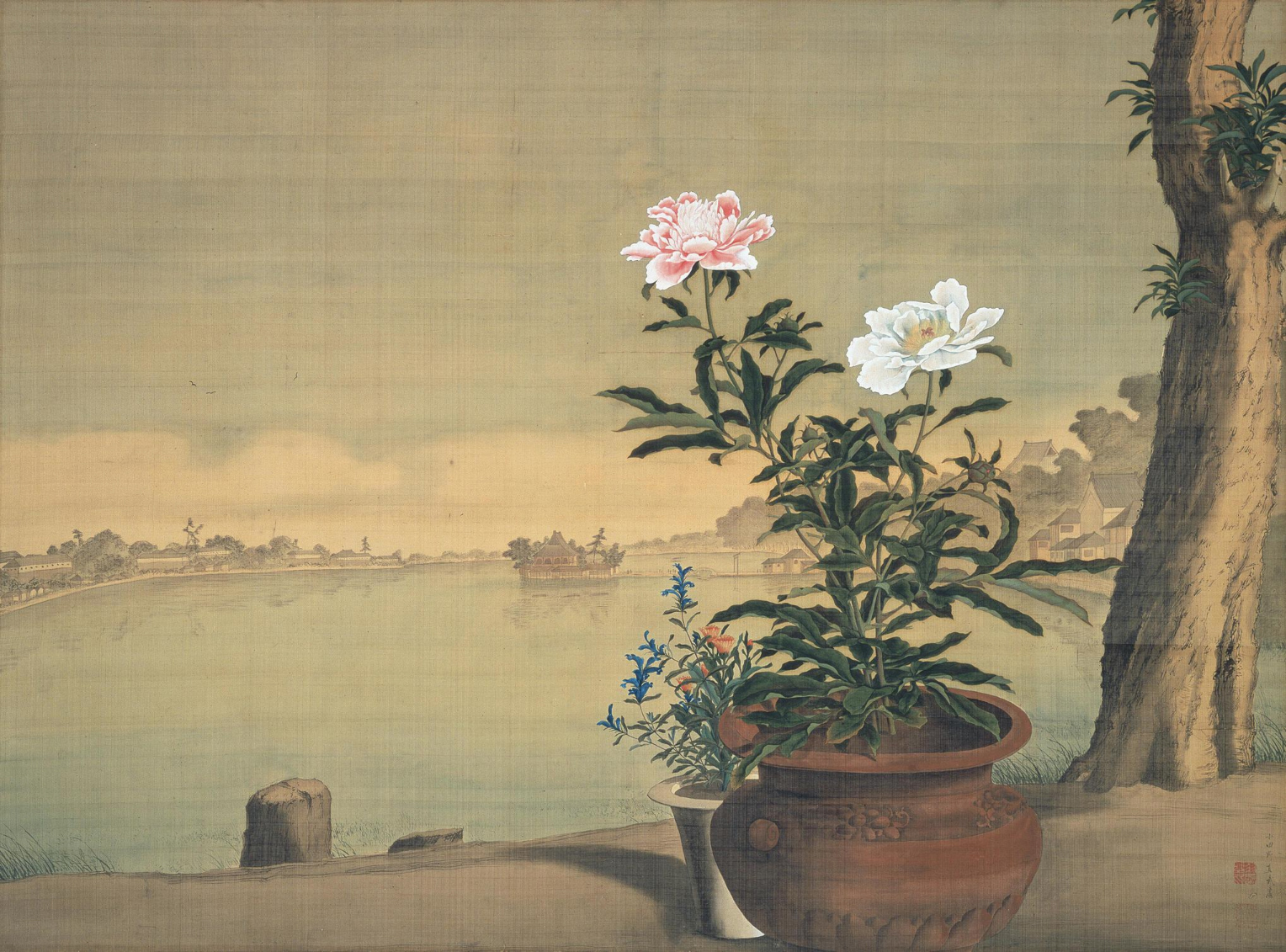
Shinobazu-Teich

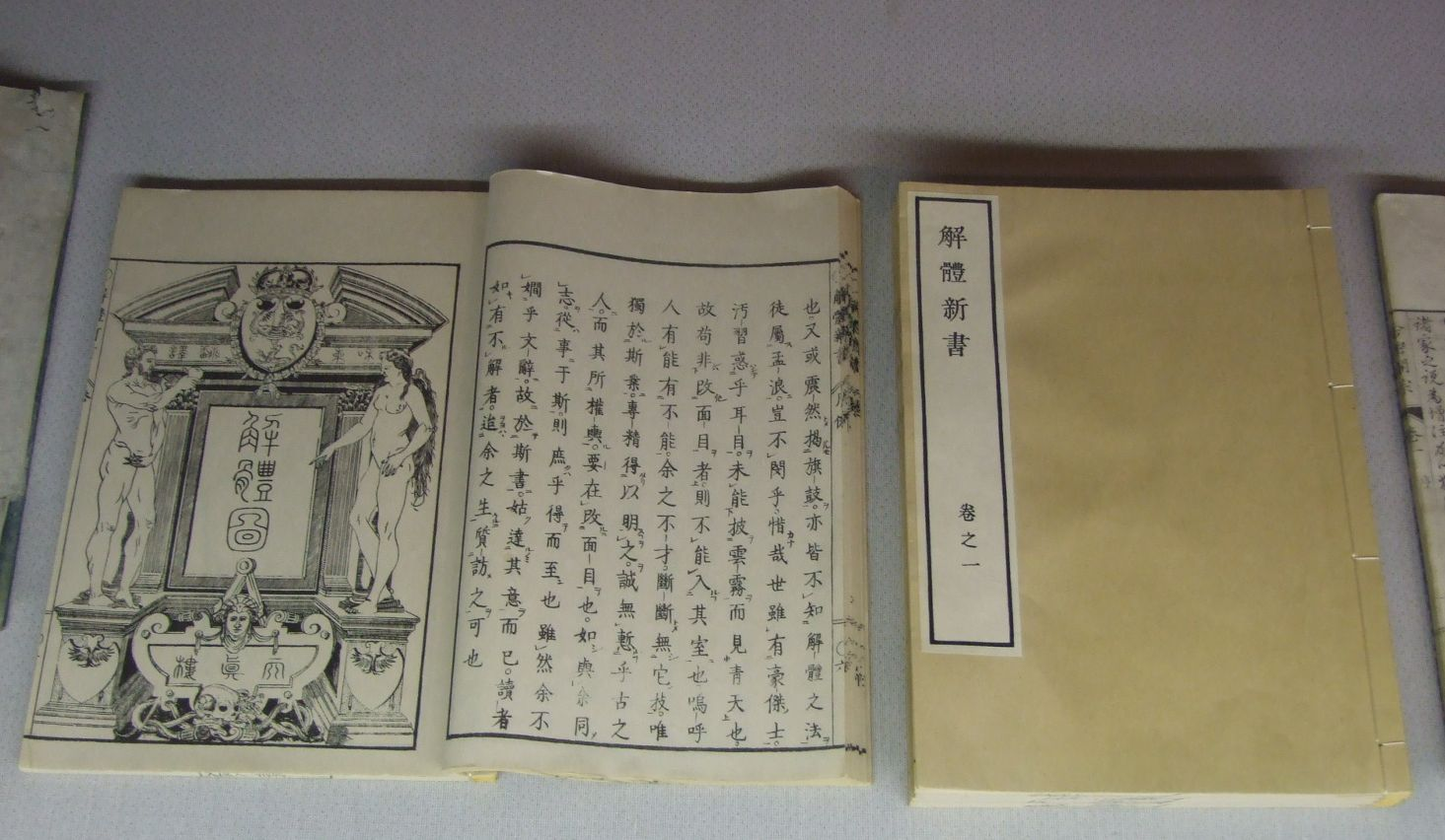
Aus dem Anatomie-Buch

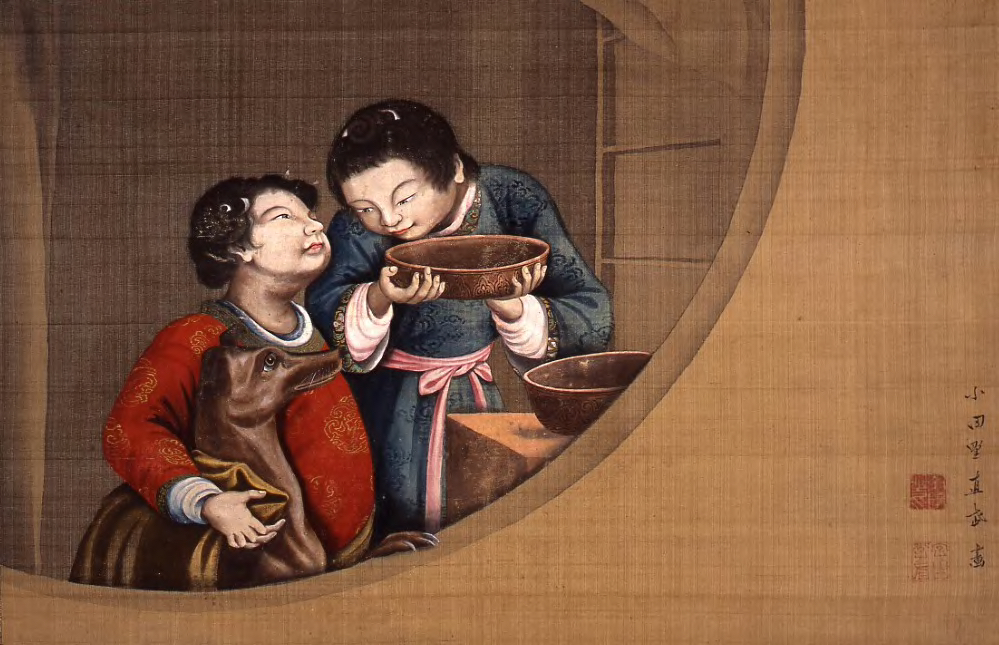
Spielende Kinder

Odano Naotake (japanisch 小田野直武, Künstlernamen: Gyokusen (玉泉/玉川), Uyō (羽陽); geb. 18. Januar 1750 in Kakunodate (角館); gest. 19. Juni 1780) war ein früher japanischer Maler im westlichen Stil.

## Leben und Werk
Odano Naotake war der Sohn eines Samurai im Dienst der Satake in Akita. Als 1773 Hiraga Gennai, ein Experte in westlichen Technologien, nach Akita eingeladen wurde, um den Betrieb der dortigen Gruben zu verbessern, lernte Odanao ihn kennen und lernte von ihm die westliche Art zu malen. Satake Yoshiatsu (佐竹義敦), das derzeitige Oberhaupt, der selbst an der westlichen Malerei interessiert war und unter dem Künstlernamen „Shozan“ (曙山) malte, sandte Odano Ende desselben Jahrs nach Edo, damit er weiter Unterricht bei Hiraga nehmen konnte. Danach blieb Odano in Edo, entwickelte sich zu einem gefragten Maler, hielt aber Kontakt zu seinem Fürsten in Akita.
Odanos Stil ist eine Mischung aus westlicher und realistischer chinesischer Malerei, wie sie Shen Quan in Nagasaki unterrichtete. Er benutzte Seide oder Papier als Malgrund und verwendete traditionelle ostasiatische Farbpigmente. Die Verbreitung seiner westlich orientierte Malweise ermöglichte später Shiba Kōkan seinen Erfolg. Das bekannteste Bild Odanos dürfte das mit dem Titel „不忍池図“ (Shinobazu-no-ike, Shinobazu-Teich) im Besitz der Präfektur Akita sein. Odano fertigte auch die Zeichnungen für das aus dem Holländischen übersetzte medizinische Lehrbuch „解体新書“ (Kaitai shinsho). Dieses Buch erschien 1774; es war in Japan die erste Übersetzung eines westlichen wissenschaftlichen Buches.
Odano starb bereits mit 30 Jahren. 　